# 范秀明
范秀明（1955年11月28日—），香港導演，早年於台灣就讀國立藝術大學影劇系，1977年畢業回香港加入麗的電視任職助理編導，一年多後升任麗的電視編導。1981年加入無綫電視，曾執導《天龍八部》、《射鵰英雄傳》、《神鵰俠侶》等劇集。
范秀明任職麗的電視與無綫電視期間都是拍攝武俠劇為主且大部分為蕭笙監製的電視劇，1990年離開無綫電視後回到台灣執導《戲說乾隆》、《戲說慈禧》等電視劇。1990年代曾重返前身是麗的電視的亞洲電視任職，隨後又回台灣拍攝了《保鏢》、《馬永貞》等劇集。1997年後，范秀明主要在中國大陸發展。

## 電視劇 (麗的電視/亞洲電視)
- 1977年 《大件事》(助理編導)
- 1978年 《追族》(助理編導、外景統籌)
- 1978年 《三兄弟》
- 1978年 《巨星》
- 1978年 《浣花洗劍錄》
- 1979年 《情人箭》
- 1979年 《天蠶變》
- 1979年 《天龍訣》
- 1980年 《湖海爭霸錄》
- 1980年 《大內群英》
- 1980年 《大內群英续集》
- 1980年 《四口之家》
- 1981年 《少年黃飛鴻》
- 1981年 《武俠帝女花》
- 1992年 《仙鶴神針》
- 1993年 《天蠶變之再與天比高》
- 1994年 《岳飛傳》

## 電視劇 (無綫電視)
- 1982年《天龍八部》
- 1983年《射鵰英雄傳》
- 1983年《歡樂長安》
- 1983年《神鵰俠侶》
- 1984年《天師執位》
- 1984年《楚留香之蝙蝠傳奇》
- 1987年《成吉思汗》
- 1987年《大明群英》
- 1988年《洪熙官》
- 1988年《太平天國》
- 1989年《天涯歌女》
- 1990年《蜀山奇俠》
- 1991年《蜀山奇俠之仙侶奇緣》

## 電視劇 (其他)
- 1991年 中視《戲說乾隆》
- 1993年 中視《戲說慈禧》
- 1993年 台視《戲說乾隆》
- 1995年 台視《香帥傳奇》
- 1995年 中視《愛在他鄉》
- 1997年 三立都會台《計中計狀元財》

## 外部連結
- 香港電影導演大全-范秀明 （页面存档备份，存于）